# Kas Rita
 Kas Rita (Kas-Fromm Rita dr.) , (Budapest, 1956. október 8. –) magyar-német sakkozó, női nemzetközi mester, sakkolimpiai ezüstérmes, junior Európa-bajnoki ezüstérmes, sakkedző.
1984-ben távozott Nyugat-Németországba, de 1988-ig még magyar színekben játszott. Férje Ludwig Fromm sakkozó, sakkpedagógus. 2003 óta férjével közösen vezeti a Hamburger Grundschul sakkoktatását.

## Élete és sakkpályafutása
1977-ben 2. helyen végzett a 20 éven aluli lányok junior sakk-Európa-bajnokságán. 1978-ban tagja volt a Buenos Airesben rendezett sakkolimpián ezüstérmet szerzett magyar válogatott csapatnak, valamint az 1984-ben Szalonikiben a 6. helyen végzett női válogatottnak.
1984-ben szerezte meg a női nemzetközi mesteri címet.
1988-ban Nyugat-Németországban megnyerte Braunfels bajnokságát. 1988-ban, 1990-ben és 1991-ben  megosztott 3. helyen végzett a német egyéni bajnokságban. 1991-ben részt vett a Grazban rendezett világbajnoki zónaversenyen, ahol a 7. helyen végzett. 1993-ban holtversenyes 1-3. helyezést ért el a német női egyéni sakkbajnokságon. Ezt követően jelentősen csökkent versenyeinek száma, szinte kizárólag csak a Bundesliga csapatbajnokságában játszott.

### Kiemelkedő versenyeredményei
- 1993: 1-3. helyezés, német női sakkbajnokság[7]

### Játékereje
2006. július óta nem játszott az Élő-pontszámításba beleszámító játszmát, így jelenleg inaktív. Utolsó Élő-pontszáma 2200. Legmagasabb Élő-pontszáma 1990. júliusban 2260 volt, ezzel akkor a női világranglista 76. helyén állt.